# Jean-Joseph Thorelle
Jean-Joseph Thorelle, né le 11 mai 1806 à Hennecourt (Vosges) et mort le 10 mai 1889 à Nancy, est un peintre et graveur français, auteur de tableaux de genre et de fins dessins à la plume.
Jean-Joseph Thorelle a été professeur de dessin au collège de La Malgrange à Jarville.

## Œuvres
Plusieurs de ses œuvres sont conservées au Musée lorrain de Nancy et au musée Charles-de-Bruyères de Remiremont.

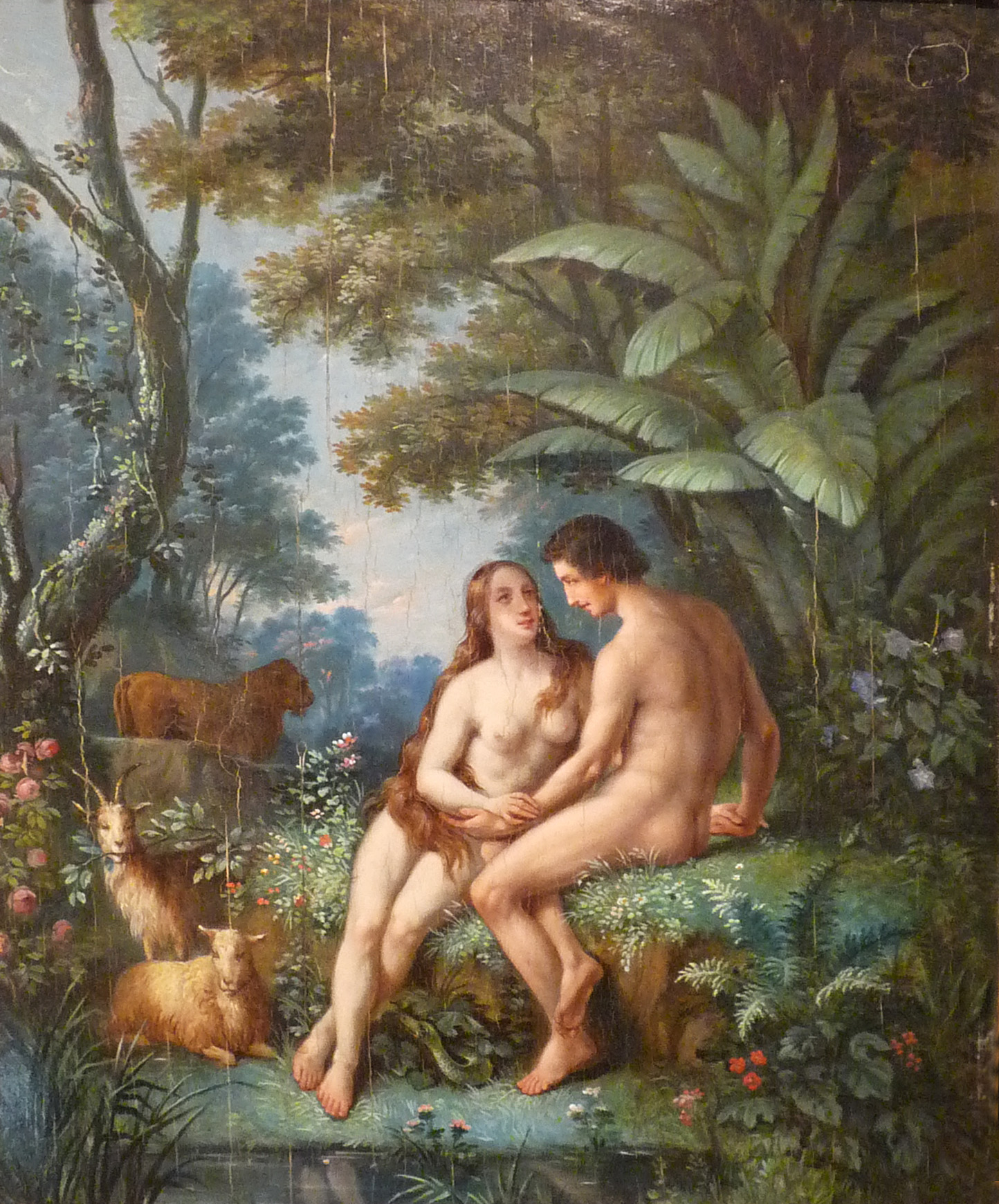
Adam et Ève au paradis terrestre.
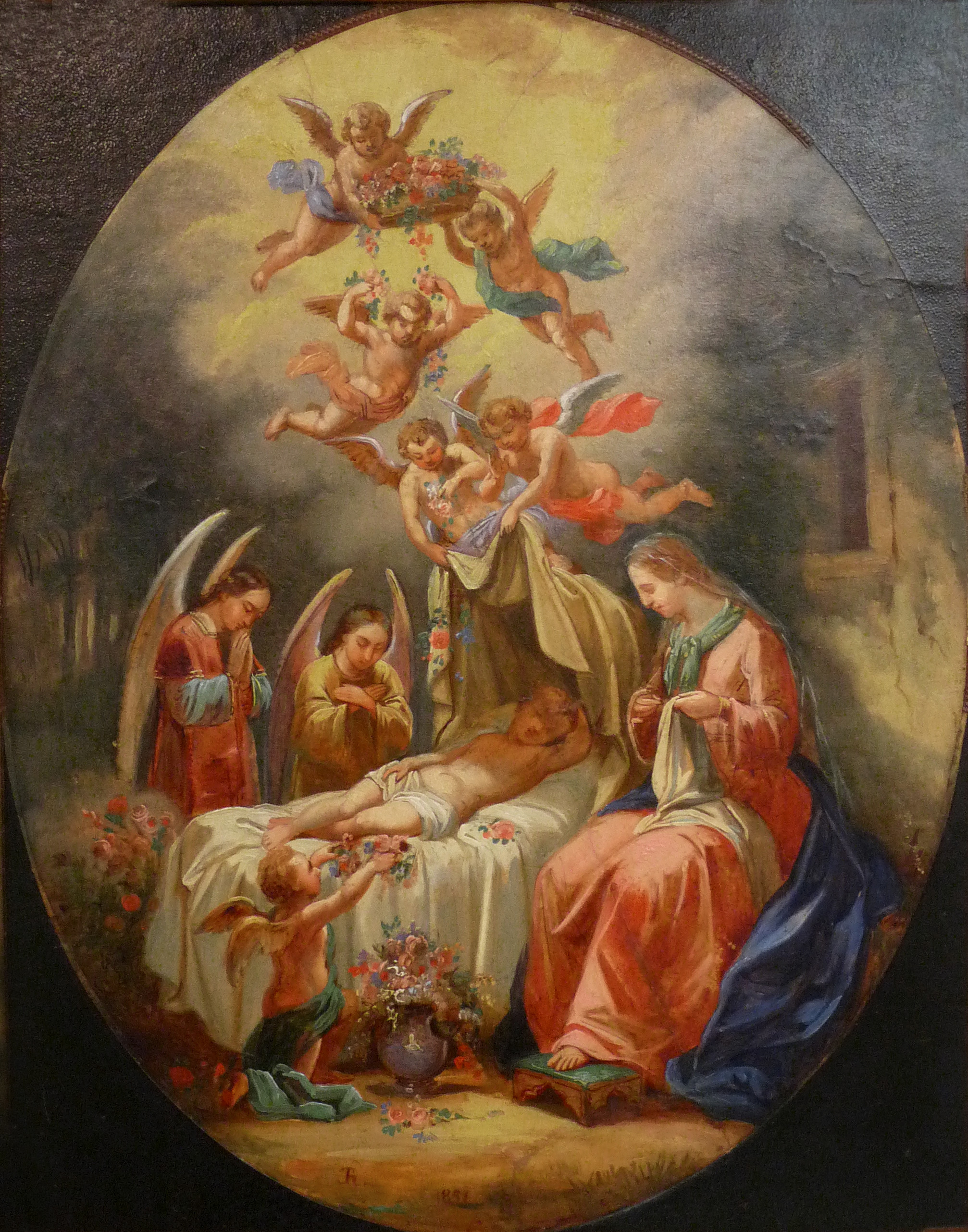
Le sommeil de l'enfant Jésus.
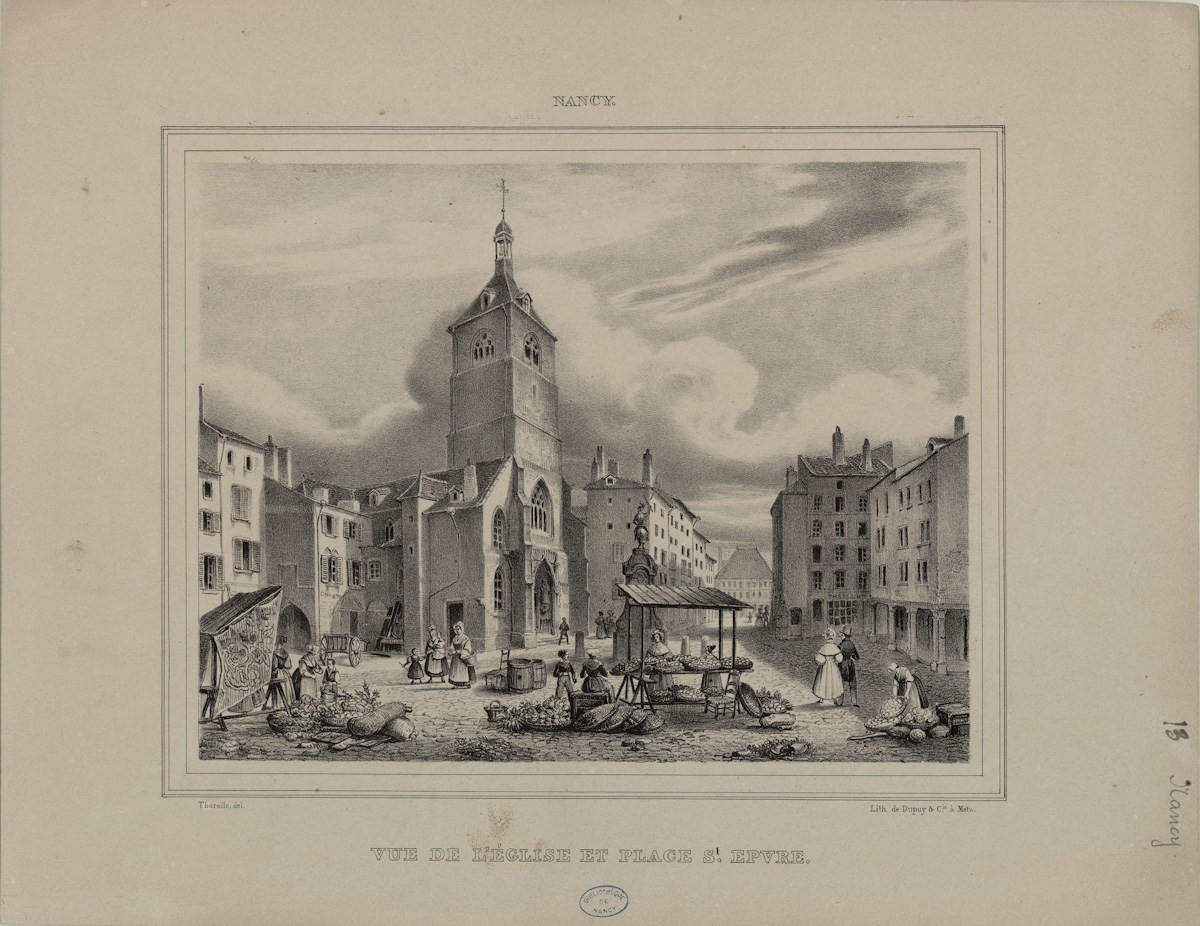
La Place Saint-Epvre (vers 1850).